# Donovan Wylie
Donovan Wylie (Irlanda, 1971) es un fotógrafo irlandés que vive y trabaja en Londres.
Descubrió la fotografía cuando era muy joven. A los dieciséis años, dejó la escuela y se fue tres meses de viaje por toda Irlanda con su cámara de fotos. Al finalizar el viaje publica su primera obra, 32 Counties (Secker and Warburg, 1989), cuando todavía era un adolescente. En 1998 se incorpora a la agencia Magnum Photos. Su trabajo se centra esencialmente en el paisaje político y social de Irlanda del Norte. Su obra The Maze, publicada en 2004, es aclamada a nivel internacional. Donovan Wylie ha trabajado para diversas revistas internacionales, como Stern, The New York Times y The Telegraph. Su trabajo se ha expuesto en todo el mundo, y algunas de sus obras forman parte de colecciones permanentes de ciertos museos, como el Centro Georges Pompidou de París y el Victoria & Albert Museum de Londres. Recientemente ha acabado un trabajo sobre las torres de vigilancia británicas situadas en la frontera irlandesa.